# Bertha Tammelin
Bertha Carolina Mathilda Tammelin, född Bock 21 december 1836 i Stockholm, död 2 januari 1915 i Stockholm, var en svensk skådespelare, operasångare, tonsättare, komponist, musiker och scenlärare.

## Biografi
Som dotter till Karolina Bock och Carl Friedrich Bock genomgick hon Dramatens elevskola 1853–1855 och var anställd som aktris och sångare vid Kungliga teatern 1856–1887. Hon framträdde i hundratals tal- och sångroller tills hon tvingades pensionera sig på grund av försämrad syn.
Hon saknade talang för komedi, men hade begåvning för karaktärsskådespel. Som sångare hade hon en fin men inte särskilt stark mezzosopran. Som skådespelare var Ingrid i Bröllopet på Ulvåsa (en roll hon utförde hundratals gånger) bland hennes mest kända roller, och som operasångerska Puck i Oberon.
Hon var också musiker och tonsättare och komponerade sånger och spelade musiken till pjäserna på scenen från kulisserna. Redan 1850 hade hon framträtt som konsertpianist. Bland hennes kompositioner var Genéviéves sång i ”De onyttiga”, tillägnad ”den som spelar från den som sjunger”; dvs till Elise Hwasser från Tammelin, som bakom kulissen utförde sången. Ett par av hennes verk infördes i samlingen ”Det sjungande Europa”.
Tammelin led redan tidigt av dålig syn, som blev allt sämre, och hon framträdde sista gången på scenen 7 mars 1884. Hennes pensionering ansågs ha kommit alldeles för tidigt. Från 1879 undervisade hon i sång vid Musikaliska akademien, och 1889 blev hon lärare i deklamation och rollinstudering vid Dramatens elevskola. Hon tog även privatelever. Som lärare undervisade hon en lång rad av den tidens mest kända artister, bland andra Ellen Hartman.
Tammelin tilldelades Litteris et Artibus 1885. Hon var från 1873 gift med revisorn och skalden Filip Tammelin (1839–1915). Makarna är begravda på Galärvarvskyrkogården i Stockholm.

## Teater

### Roller (urval)
| År   | Roll                            | Produktion                            | Regi           | Teater                      |
| ---- | ------------------------------- | ------------------------------------- | -------------- | --------------------------- |
| 1863 | Lolotte, tjänsteflicka          | En bengalisk tiger Edouard Brisebarre |                | Kungliga Dramatiska Teatern |
| 1863 | Nerina, Giacintas amma          | Scapins skälmstycken Molière          |                | Kungliga Dramatiska Teatern |
| 1863 | Eleonor                         | Den hvitklädda qvinnan Wilkie Collins |                | Kungliga Dramatiska Teatern |
| 1875 | Fru von Zingelburg              | Maria och Magdalena Paul Lindau       |                | Kungliga Dramatiska Teatern |
| 1875 | En gammal flicka                | Hedern och penningen François Ponsard |                | Kungliga Dramatiska Teatern |
| 1876 |                                 | Hamlet William Shakespeare            | Nils Arvidsson | Kungliga Dramatiska Teatern |
| 1876 | Friherrinnan Stjernberg         | Under toffeln Alrun Leifsson          |                | Kungliga Dramatiska Teatern |
| 1876 | Märtha, fru Stens trotjänarinna | Dagtingan Frans Hedberg               |                | Kungliga Dramatiska Teatern |

### Fotnoter
1. ↑  ”Tammelin, Berta Matilda”. SvenskaGravar.se. https://www.svenskagravar.se/gravsatt/b81ee749-c44b-4b77-a349-c199b09e212a. Läst 13 augusti 2024.
2. ↑  ”Teaterannons”. Aftonbladet:  s. 1. 19 september 1863. https://tidningar.kb.se/4112678/1863-09-19/edition/0/part/1/page/1. Läst 1 december 2021.
3. ↑  ”Teaterannons”. Dagens Nyheter:  s. 3. 6 september 1875. http://arkivet.dn.se/arkivet/tidning/1875-09-06/3253/3. Läst 30 juli 2015.
4. ↑  ”Teaterannons”. Dagens Nyheter:  s. 3. 6 november 1875. http://arkivet.dn.se/arkivet/tidning/1875-11-06/3306/3. Läst 31 juli 2015.
5. ↑  ”Teaternytt”. Dagens Nyheter:  s. 1. 4 februari 1876. http://arkivet.dn.se/arkivet/tidning/1876-02-04/3380/1. Läst 10 augusti 2015.
6. ↑  ”Teaterannons”. Dagens Nyheter:  s. 3. 15 mars 1876. http://arkivet.dn.se/arkivet/tidning/1876-03-15/3414/3. Läst 11 augusti 2015.
7. ↑  ”Teaterannons”. Dagens Nyheter:  s. 3. 2 april 1876. http://arkivet.dn.se/arkivet/tidning/1876-05-02/3452/3. Läst 13 augusti 2015.